# Microsoft Student Partners
Microsoft Student Partners (зараз – Microsoft Learn Student Ambassadors) — це щорічна глобальна програма нагородження та визнання досягнень студентів у сфері вивчення та впровадження інформаційних технологій Microsoft.
Звання Microsoft Learn Student Ambassadors надається найактивнішим студентам технічних спеціальностей і аспірантам на один академічний рік (вересень-червень). Щоб стати учасником програми, треба бути висунуті в номінацію кимось з наступних категорій:
- Ваш викладач
- Існуючий студент-партнер
- Регіональний директор Microsoft
- Один з існуючих Most Valuable Professional
- Співробітник Microsoft

## Задачі студентів-партнерів
- Підтримувати локальні ІТ-клуби або групи розробників;
- Впроваджувати студентські програми Microsoft (MSDNAA, DreamSpark, ImagineCup);
- Активно брати участь в житті online-спільноти, публікуючи свої статті та відео-матеріали;
- Брати активну участь в локальних заходах для студентів.

## Переваги для учасників програми
- Безкоштовний доступ на заходи для розробників в Україні;
- Книги, футболки (щорічний пакет матеріалів для кожного студента-партнера);
- Інформація про кожного студента-партнера на сайті;
- Участь у спеціальному заході для студентів-партнерів;
- Лист-рекомендація для подальшого працевлаштування;
- Безкоштовна участь у заході Tech Ed Europe у Берліні (один квиток, обирається найкращий студент-партнер);
- Netbooks згідно з результатами року (обираються 3 найкращі студенти-партнери).